# Brad Woodside
Bradley (Brad) Stanford Woodside, född 1948 är den nuvarande[när?] borgmästaren i Fredericton, New Brunswick i Kanada.